# Chotiměřský potok
Chotiměřský potok se nachází v Českém středohoří jako levostranný přítok Milešovského potoka. Pramení východně od vsi Hrušovka a u Opárenského mlýna se vlévá do Milešovského potoka. Své jméno nese po obci Chotiměř, kterou na svém toku protéká.

## Popis toku
Chotiměřský potok začíná v rybníce západně od vsi Hrušovka. Teče směrem jihovýchodním. Pod Hrušovkou je do něj svedena voda z pramene Hrušovka a protéká dvěma rybníky. Dále pokračuje pod železniční trať 097 do Chotiměře. Zde se do něho zleva vlévá potok pramenící východně od osady Dobkovice, který má na svém toku jeden větší rybník. 

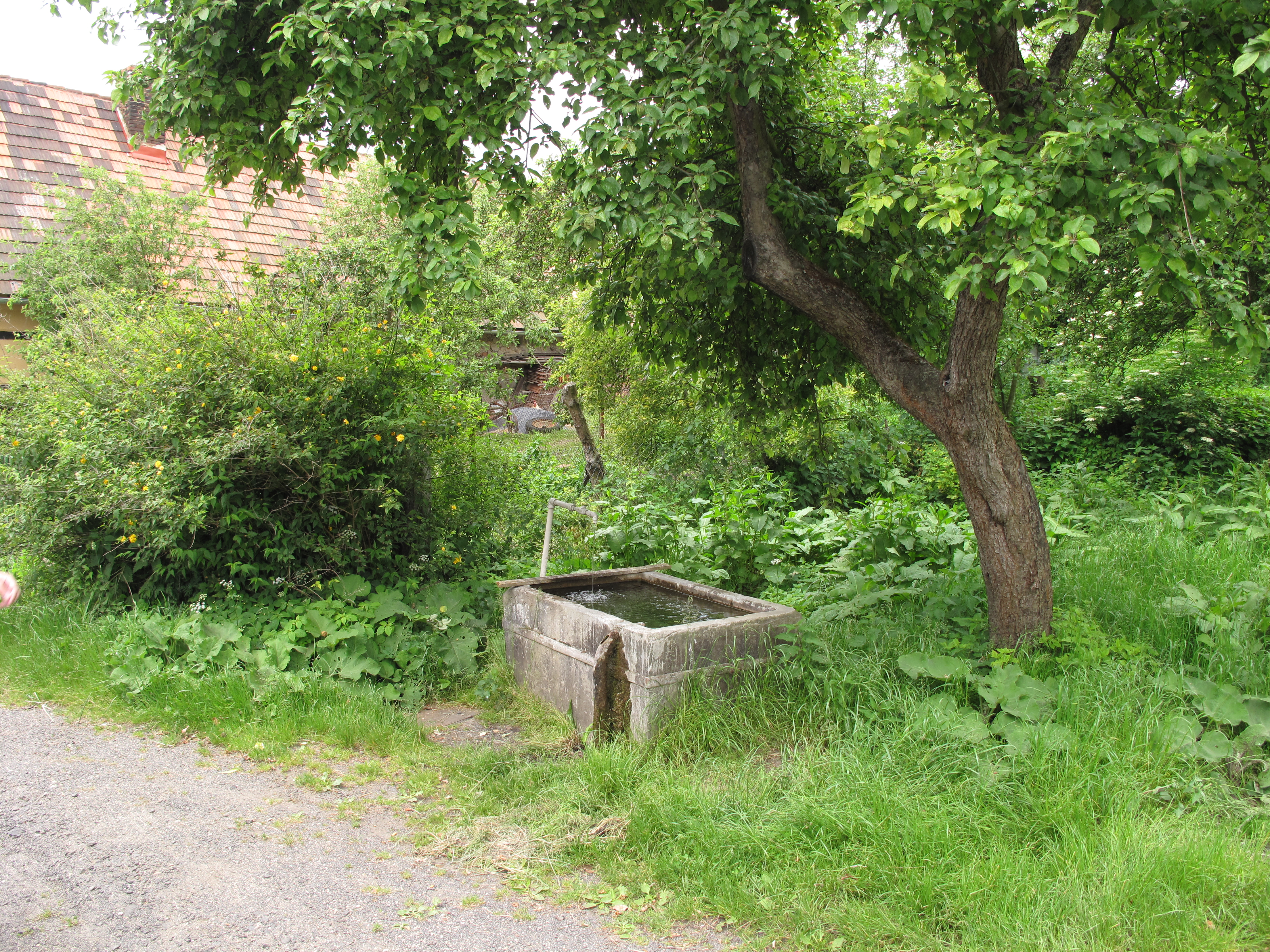
Pramen Hrušovka

Chotiměřský potok pokračuje do požární nádrže a pod domy v Chotiměři a dále je sveden do potrubí, které vede do rybníka u sinice. Pod Chotiměří se do něj zleva vlévá Dobkovičský potok, který pramení ve dvou ramenech jihovýchodně pod Kletečnou.
Dále se jeho koryto zařezává do hlubokého údolí obklopeného lesy. Nedaleko dálnice D8, v místě kde stojí Opárenský mlýn se vlévá do Milešovského potoka.